# The Washington Post March
The Washington Post March is een mars van de Amerikaanse componist John Philip Sousa. De mars komt ook onder andere titels voor: Washington Post March of The Washington Post.
Sousa schreef de mars op uitnodiging van The Washington Post. Deze krant had in 1889 een essaywedstrijd uitgeschreven voor kinderen, en de bedoeling was dat de mars zou worden uitgevoerd tijdens de prijsuitreiking. Sousa voldeed aan het verzoek. De mars werd voor het eerst uitgevoerd tijdens de prijsuitreiking, op 15 juni van dat jaar, op het terrein van het Smithsonian Museum, in aanwezigheid van president Benjamin Harrison. Het muziekstuk viel onmiddellijk in de smaak en een Britse journalist noemde Sousa na het horen van deze muziek the March King, een bijnaam die de componist de rest van zijn leven zou dragen. De mars is nog steeds populair in de Verenigde Staten, en wordt ook in Europa veel ten gehore gebracht.
De mars is geschreven in de 6/8-maatsoort en is niet alleen geschikt als mars, maar ook als dansmuziek.